# Clark House (Pasadena, California)
The Clark House es una residencia de estilo modernista internacional diseñada por el arquitecto estadounidense Richard Neutra y construida en 1957 en Pasadena, California, Estados Unidos . 

## Ubicación de la casa
Esta casa de 3 dormitorios y 2 baños se construyó en un promontorio en las estribaciones de las montañas de Verdugo con vista al este del valle central de Arroyo Seco en Pasadena, California. Las montañas y el valle de San Gabriel, el Rose Bowl, el campo de golf Brookside y el centro de Pasadena son visibles a través de las ventanas de vidrio del piso al techo y las puertas corredizas de vidrio que se extienden a lo largo de los salones y comedores en la sección central de la casa. 

## Historia
El hogar fue encargado por John P. y DeVee Clark, un músico y una maestra respectivamente, como residencia principal para la pareja y sus dos hijas.  El sitio, en el área de Linda Vista de Pasadena, fue comprado por 6.000 $ a la familia Beadle en 1954.
Los Clarks asistieron a una conferencia gratuita de Richard Neutra en Hollywood en 1955 y quedaron cautivados por la filosofía, las imágenes y el estilo contemporáneo de Neutra. Al concluir, esperaron hasta que todos los demás se hubieron marchado y se acercaron a Neutra para que les diseñara una casa. La primera pregunta de Neutra fue: "¿Cuál es su presupuesto?".  Por un capricho, John Clark dijo, "39.000 $", aunque eso era considerablemente más de lo que tenían disponible en ese momento.  Neutra dijo que podía "trabajar con eso", pero insistió en ver el sitio antes de comprometerse.  Varias semanas después, Neutra se reunió con los Clarks en el sitio de construcción y les pidió que permanecieran en la carretera mientras caminaba solo por la propiedad. Después de evaluar toda la propiedad, Neutra los invitó a reunirse con él en el sitio de construcción y acordaron diseñar la casa.
El primer conjunto de planos arquitectónicos fue entregado aproximadamente cinco meses después. John Clark sintió que el diseño inicial resultó en una sala de estar que no era del tamaño suficiente para acomodar su piano de cola. Se acordó aumentar la sala de estar, pero por un monto adicional de 4.000 $, lo que eleva el costo total de la casa a 43.000 $.  Neutra asignó la supervisión de la edificación de la casa a John Blanton.
En 1968, una lluvia torrencial causó un deslizamiento de tierra que arrasó la tierra debajo de los lados este y sur de la propiedad, dejando la piscina sin apoyo. Neutra había insistido en que la casa estuviera asegurada a la roca, por lo que la estructura en sí no estaba en peligro. Se construyeron muros de contención de hormigón y pilotes perforados hasta la roca de fondo, y la tierra se rellenó para apoyar la piscina y la ladera. El resultado fue un área de jardín trasero un poco más grande.
La Casa Clark fue nominada para la designación de puntos de referencia el 19 de agosto de 2002 y fue designada por la Ciudad de Pasadena, California como un Recurso Histórico Individual por la Comisión de Patrimonio Cultural. La casa fue restaurada por la firma de diseño y construcción Marmol Radziner.

## Descripción
El diseño de la casa se puede dividir en 3 secciones de norte a sur, con vistas al este y al sur. La sección norte de la casa contiene 2 dormitorios y un baño compartido que también sirve como baño principal para los huéspedes. También en la sección norte, un cuarto de lavado ocupa el lado oeste de la casa. La gran sección central está dividida en dos áreas distintas por una chimenea de ladrillo y armarios integrados en el lado este, con la cocina y el área de desayuno en el oeste. La sección sur contiene el dormitorio principal y el baño, incluido un pasillo con más garmarios empotrados debajo de grandes ventanas de vidrio que continúan a lo largo de la pared exterior del lado este hacia el extremo sur de la casa. 
Un garaje para dos vehículos está junto a la casa en el lado noroeste, junto a la puerta "trasera" que permite la entrada a la cocina. La puerta "delantera", también en el lado oeste de la estructura, permite la entrada al extremo sur de la sala de estar. 
Las puertas corredizas de vidrio se abren a un gran patio y piscina con pequeñas áreas de jardín en los lados norte y oeste de la propiedad. 
La ceniza japonesa se usa ampliamente en todo el interior de la casa.  El contrachapado de fresno hecho a medida permitió que Neutra mantuviera visible la veta de la madera en largos vanos de armarios integrados que se encuentran en los 3 dormitorios, la cocina y los armarios de almacenamiento entre las salas de estar y los comedores.

## Modificaciones
Los Clarks hicieron varios cambios menores en la casa con el tiempo: 
- La chimenea fue modificada ligeramente para mejorar el tiro.
- El garaje se había cerrado para crear un garaje para dos autos. Desde entonces ha sido devuelto a una pérgola.
- Se creó un área de desayuno en el extremo sur de la cocina al enmarcar en un patio cerrado existente.  La zona de desayuno original tenía espacio compartido con la lavandería.  Al mismo tiempo, los armarios de la cocina se modificaron ligeramente y la estufa se movió a través de la habitación, más cerca de la nueva área de desayuno.
- Nuevos muros de contención y pilones fueron construidos para reforzar la ladera y evitar la posibilidad de deslizamientos de tierra adicionales.
- Se colocaron paneles solares en el techo para proporcionar calefacción solar a la piscina.
- Un jardín japonés fue diseñado y construido en el lado oeste de la casa, con elementos de agua, enormes rocas y elaborados trabajos en piedra.  Desde entonces, se ha eliminado para restaurar el paisaje a su estado original.